# Dai Yama
Dai Yama (Transkription von japanisch 台山 ‚Plateauberg‘) ist ein Berg mit abgeflachtem Gipfel im ostantarktischen Königin-Maud-Land. Er ragt im nordöstlichen Teil der Belgica Mountains auf.
Japanische Wissenschaftler fotografierten ihn 1976 aus der Luft, nahmen zwischen 1979 und 1980 Vermessungen vor und benannten ihn 1981.